# Cambessedesia
Cambessedesia es un género  de plantas fanerógamas pertenecientes a la familia Melastomataceae. Es originario de Brasil.  Comprende 44 especies descritas y de estas, solo 21 aceptadas.

## Taxonomía
El género fue descrito por Augustin Pyrame de Candolle y publicado en Prodromus Systematis Naturalis Regni Vegetabilis 3: 110, en el año 1828.

## Especies aceptadas
A continuación se brinda un listado de las especies del género Cambessedesia aceptadas hasta julio de 2015, ordenadas alfabéticamente. Para cada una se indica el nombre binomial seguido del autor, abreviado según las convenciones y usos:
- Cambessedesia atropurpurea A.B. Martins	A
- Cambessedesia bahiana (A.B. Martins) Fidanza & A.B. Martins
- Cambessedesia corymbosa Mart. & Schrank ex DC.
- Cambessedesia eichleri Cogn.
- Cambessedesia espora (A. St.-Hil. ex Bonpl.) DC.
- Cambessedesia fasciculata (Spreng.) Fidanza & A.B. Martins
- Cambessedesia glaziovii Cogn. ex A.B. Martins
- Cambessedesia gracilis Wurdack
- Cambessedesia harleyi Wurdack
- Cambessedesia hermogenesii A.B. Martins
- Cambessedesia hilariana (Kunth) DC.
- Cambessedesia ilicifolia Triana
- Cambessedesia intermedia Mart.
- Cambessedesia latevenosa Mart. ex DC.
- Cambessedesia membranacea Gardner
- Cambessedesia purpurata Schrank & Mart. ex DC.
- Cambessedesia regnelliana Cogn.
- Cambessedesia rupestris A.B. Martins
- Cambessedesia salviifolia (Cham.) A.B. Martins
- Cambessedesia semidecandra A. St.-Hil. ex A.B. Martins
- Cambessedesia tenuis Markgr.
- Cambessedesia weddellii Naudin
- Cambessedesia wurdackii A.B. Martins